# Bronisław Walaszek
Bronisław Walaszek (ur. 21 listopada 1910 w Zakościelu, zm. 26 stycznia 1974 w Krakowie) – polski prawnik, specjalista prawa cywilnego i prawa prywatnego międzynarodowego.

## Życiorys
Urodził się jako syn Franciszka. Przed 1939 został pracownikiem naukowym Zakładu prawa prywatnego międzynarodowego na Wydziale Prawa Uniwersytetu Jana Kazimierza we Lwowie. Był uczniem prof. Kazimierza Przybyłowskiego.
Po wybuchu II wojny światowej i nastaniu okupacji sowieckiej wraz z grupą innych pracowników naukowych został zwolniony z Wydziału Prawa UJK. W trakcie trwającej później okupacji niemieckiej w dniu 30 marca 1944 jako pierwszy i jeden z trzech prawników obronił pracę doktorską na konspiracyjnym Wydziale Prawa UJK.
Po zakończeniu wojny osiadł w Krakowie. Był profesorem zwyczajnym w Instytucie Prawa Cywilnego na Wydziale Prawa Uniwersytetu Jagiellońskiego. Specjalizował się w prawie cywilnym, prawie prywatnym międzynarodowym i w prawie obrotu uspołecznionego. Równolegle pracował w Prokuratorii Generalnej oraz w Prezydium Wojewódzkiej Rady Narodowej jako kierownik Wydziału Prawnego. Zasiadał w Komisji Nauk Prawnych Krakowskiego Oddziału Polskiej Akademii Nauk. Współpracował z Okręgową Komisją Arbitrażową w Krakowie. Przez wiele lat był działaczem partyjnym.
Zmarł 26 stycznia 1974 w Krakowie. Został pochowany 30 stycznia 1974 na cmentarzu Rakowickim w Krakowie (kwatera XVI-6-4).
W 1937 ożenił się z Heleną z Semeniuków (1910–1985). W 1939 urodził się im syn Kazimierz Maria Andrzej. Po wojnie córka – Anna Walaszek-Pyzioł, profesor Wydziału Prawa i Administracji Uniwersytetu Jagiellońskiego.

## Ordery i odznaczenia
- Krzyż Oficerski Orderu Odrodzenia Polski (1969)[10][5]
- Krzyż Kawalerski Orderu Odrodzenia Polski[5]
- Złoty Krzyż Zasługi (20 lipca 1955)[11]

- Medal 10-lecia Polski Ludowej (30 grudnia 1954)[1]

## Publikacje
- Uznanie dziecka w polskim prawie rodzinnym (1958)
- Uznanie dziecka w polskim prawie międzynarodowym prywatnym (1959)
- Sądowe ustalenie nieślubnego ojcostwa w polskim prawie międzynarodowym pryawatnym (1959)
- Ustalenie ojcostwa małżeńskiego w polskim prawie rodzinnym, w polskim prawie międzynarodowym prywatnym i procesowym (1962)
- Rozprawy prawnicze. Księga pamiątkowa dla uczczenia pracy naukowej Kazimierza Przybyłowskiego (1964)
- Przysposobienie w polskim prawie rodzinnym oraz w polskim prawie międzynarodowym prywatnym i procesowym. Dokonanie i skutki (1966)
- Zarys prawa międzynarodowego prywatnego (1968)
- Międzynarodowe prawo rodzinne (1969)
- Zarys prawa rodzinnego i opiekuńczego (1971)
- Materiały do nauki prawa międzynarodowego prywatnego (1970, 1974)